# Gunilla Gerland
Gunilla Kristina Gerland (* 13. Juli 1963 in Stockholm) ist eine schwedische Autorin.
Gerland wuchs in schwierigen Familienverhältnissen auf. Der Professor für Kinderpsychologie Christopher Gillberg diagnostizierte bei ihr Autismus und ermutigte sie zum Schreiben. In ihrer 1996 erschienenen Autobiographie Ein richtiger Mensch sein (En riktig människa) beschreibt sie ihr Aufwachsen mit dem Asperger-Syndrom in einem wenig einfühlsamen Umfeld. Sie lebt in Stockholm und engagiert sich für eine bessere Akzeptanz und Verständnis des Autismus.

## Veröffentlichungen
- 1996 – En riktig människa (Deutsche Ausgabe: Ein richtiger Mensch sein.)
- 1997 – Det är bra att fråga… En bok om Asperger syndrom och högfungerande autism
- 1998 – På förekommen anledning – om människosyn, "biologism" och autism (red.)
- 2000 – Hur kan man förstå och behandla utagerande och självskadande beteende vid autism?: en översikt över behandlingsmodeller och relaterade faktorer
- 2002 – Autism – svårigheter och möjligheter (med Göran Hartman och Solveig Larsson)
- 2003 – Aspergers syndrom – och sedan?
- 2004 – Autism: relationer och sexualitet